# Tarenna sumatrana
Tarenna sumatrana är en måreväxtart som beskrevs av Henry Nicholas Ridley. Tarenna sumatrana ingår i släktet Tarenna och familjen måreväxter. Inga underarter finns listade i Catalogue of Life.